# Hedersleben, Mansfeld-Südharz
Hedersleben là một đô thị thuộc huyện Mansfeld-Südharz, Sachsen-Anhalt, Đức. Đô thị Hedersleben, Mansfeld-Südharz có diện tích 20,05 km², dân số thời điểm ngày 31 tháng 12 năm 2006 là 990 người.